# Puigcerdà-1 (manzana)
Puigcerdà-1 es el nombre de una variedad cultivar de manzano (Malus domestica) Esta manzana está cultivada en la colección de germoplasma de manzanas del CSIC, también está cultivada en la colección de germoplasma de peral y manzano en la "Finca de Gimenells de la Estación Experimental de Lérida - IRTA". Esta manzana es originaria de la Comunidad autónoma de Cataluña, procedente de un ejemplar localizado el año 2002 en Puigcerdá, comarca de la Baja Cerdaña, en Gerona.

## Sinónimos
- "Poma Puigcerdà-1",[3]
- "Puigcerdà-1 M091",
- "Manzana Puigcerdà-1".[7]

## Historia
'Puigcerdà-1' es una variedad de manzana de Cataluña, está catalogada con el número de accesión M091 en el Banco de germoplasma de peral y manzano de la Universidad de Lérida, que se encuentra integrado en la Red de Colecciones del Programa de Conservación y Utilización de los Recursos Fitogenéticos para la Alimentación y la Agricultura, del Plan Nacional de I+D+I.
'Puigcerdà-1' está considerada con otras muchas de las entradas que se han incorporado al Banco de germoplasma en la "Finca de Gimenells de la Estación Experimental de Lérida - IRTA", provienen de ejemplares únicos, en algunos casos, actualmente desaparecidos, lo que ha permitido paliar la erosión genética que se está dando en estas especies frutales.
'Puigcerdà-1' es una variedad que se cultiva para su conservación genética, para posibles usos y mejoras en cruces con otras variedades, para incrementar cualidades o intercambiarlas.

## Características
El manzano de la variedad 'Puigcerdà-1' tiene un vigor medio de tipo ramificado, con porte horizontal; ramos con pubescencia media, de un grosor delgado, con longitud de entrenudos medios, número de lenticelas grande, relación longitud/grosor de los entrenudos grande, tipo de ramos fructíferos predominantes "sin predominio"; época de inicio de floración muy temprana, yema fructífera de forma ovoide y longitud media, flor no abierta presenta color del botón floral rosa oscuro, flor de tamaño medio, pétalos con posición relativa de los bordes superpuestos, inflorescencia con número medio de flores medio, de forma plana o ligeramente cupuliforme, sépalos de color predominante verde, sépalos de longitud media, pétalos de longitud corta, y anchura corta, siendo la relación longitud/anchura de los pétalos más largos que anchos, estilos con longitud en relación con los estambres de la misma longitud, estilos con punto de soldadura lejos de la base.
Las hojas tienen un porte horizontal en relación con el ramo, limbo de longitud largo y de anchura medio, con una relación longitud/anchura pequeña, forma del borde ondulada, peciolo con longitud largo, forma del limbo elíptico-ensanchada, aspecto de la superficie del haz medianamente brillante, pubescencia del envés débil, plegamiento de la superficie ondulada, tamaño de la punta grande, forma de la base redondeada, estípulas con una forma muy foliáceas, y ángulo del peciolo respecto al ramo mediano.
La variedad de manzana 'Puigcerdà-1' tiene un fruto de tamaño y peso medio-grande; forma globosa cónica, relación longitud/anchura pequeña, posición de la anchura máxima hacia el pedúnculo, con un marcado en los lados medio; piel con estado ceroso fuerte, pruina de la epidermis ausente o muy débil; con color de fondo amarillo verdoso, importancia del sobre color débil siendo el color del sobre color rosa, siendo la intensidad del sobre color mediano, reparto del color en la superficie difuminado, acusando unas lenticelas medianas, y una sensibilidad al "russeting" (pardeamiento áspero superficial que presentan algunas variedades) en las caras laterales ausente o muy débil; pedúnculo con una longitud largo, y un grosor delgado, anchura de la cavidad peduncular media, profundidad de la cavidad pedúncular media, y con importancia del "russeting" en cavidad peduncular medio; coronamiento por encima del cáliz es ausente o muy débil, importancia de los lados de la cavidad calicina es muy fuerte, anchura de la cav. calicina media, profundidad de la cav. calicina poco profunda, y con importancia del "russeting" en cavidad calicina ausente o muy débil; ojo de tamaño pequeño, con una apertura del ojo parcialmente abierto; sépalos de una longitud media, con un porte parcialmente extendidos.
Carne de color blanca, con un oscurecimiento medio de la carne al corte; textura de la carne media , dureza de la carne media, jugosidad medio; sabor algo aromático, bueno; corazón con distinción de la línea muy fuerte; eje abierto; porte del sépalo parcialmente extendido; importancia de los lados de la cavidad calicina media; lóculos carpelares cerrados; semillas de longitud mediana, muy estrecha, de color marrón.
La manzana 'Puigcerdà-1' tiene una época de maduración y recolección de fruto mediana, principios de otoño. Época de caída de las hojas mediana. Se usa como manzana de mesa fresca, y posible uso como manzana para la elaboración de sidra.

## Calidad de fruto y prueba de cata
- Peso del fruto: Medio
- Calibre del fruto: Medio
- Longitud del fruto: Media
- Índice de almidón: Bajo
- Dureza medida de la carne: Media
- Índice refractométrico (IR): Medio
- Acidez titulable: Alta
- Jugosidad de la carne: Medio
- Textura de la carne: Media
- Dureza sensorial de la carne: Dura
- Dulzor: Débil
- Acidez: Media
- Intensidad del sabor de la carne: Media
- Sabor: Bueno
- Valoración global del fruto: Bueno.[3]

## Características Agronómicas
- Afinidad del injerto (compatibilidad): Buena
- Facilidad de formación y poda: Alta
- Tipo de fructificación: Tipo III
- Precocidad varietal: Muy precoz
- Vecería: Alta
- Productividad: Alta
- Necesidad de aclareo: Alta
- Escalonamiento de la maduración del fruto: Muy largo
- Sensibilidad a la caída en maduración: sin datos
- Aptitud para la conservación del fruto en árbol: sin datos
- Aptitud para la conservación del fruto en almacén o cámara: sin datos
- Sensibilidad al moteado: sin datos
- Sensibilidad al oídio: sin datos
- Sensibilidad a pulgón lanígero: sin datos.[3]